# 石龙镇 (南部县)
石龙镇，是中华人民共和国四川省南充市南部县下辖的一个乡镇级行政单位。2019年10月，撤销群龙乡和平桥乡，设立石龙镇，以原群龙乡和原平桥乡所属行政区域为石龙镇的行政区域。

## 行政区划
石龙镇下辖以下地区：
太平桥村、杨家沟村、打家垭村、金龟坝村、万年山村、桐麻寺村、东观庙村、老家沟村、范家桥村、姜公庙村、袁家坝村、张家庙村和谢家楼村，枇杷塘村、金子坝村、龙华寺村、陈家店村、王家堰村、快活岭村、石佛沟村、李溪寺村、酒店垭村、丝公山村、高楼村和太安村。